# Héricourt-en-Caux
Héricourt-en-Caux é uma comuna francesa na região administrativa da Normandia, no departamento de Sena Marítimo. Estende-se por uma área de 10,74 km². Em 2010 a comuna tinha 958 habitantes (densidade: 89,2 hab./km²).